# St. Maria Immaculata (Anhofen)

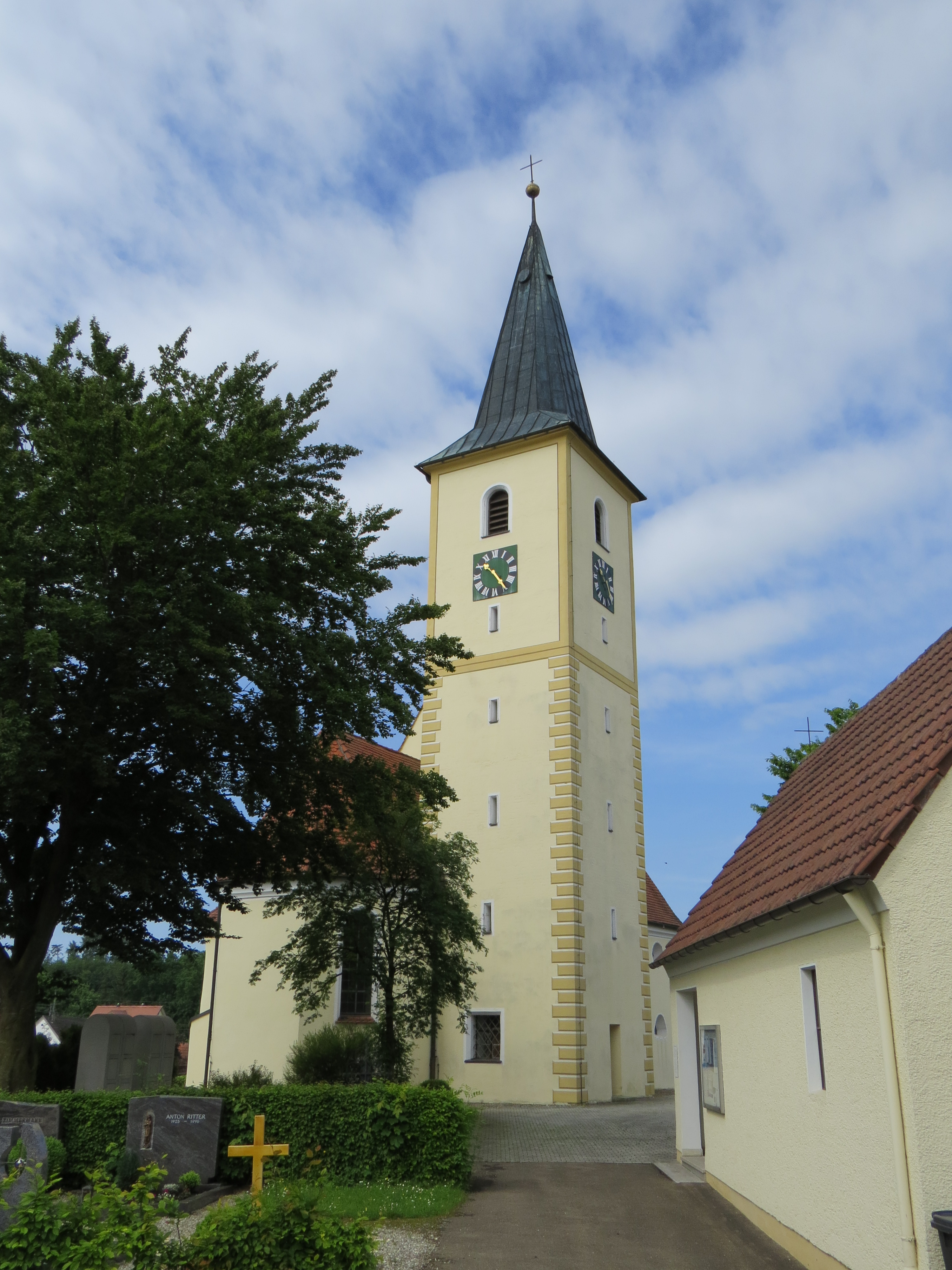
Kirche St. Maria Immaculata in Anhofen

Die katholische Expositurkirche St. Maria Immaculata in Anhofen, einem Gemeindeteil von Bibertal im schwäbischen Landkreis Günzburg in Bayern, wurde in spätgotischer Zeit errichtet. Die Kirche auf einem Hügel über dem Dorf, umgeben von einer Friedhofsmauer, ist ein geschütztes Baudenkmal.

## Beschreibung
An das Kirchenschiff mit drei Fensterachsen schließt sich der leicht eingezogene und polygonal geschlossene Chor an. Die letzte Überformung des in der Spätgotik errichteten Gebäudes erfolgte im 18. Jahrhundert.
Das Chorfresko Weissagung Simeons ist mit Konrad Huber und der Jahreszahl 1785 signiert. Das Fresko an der Flachdecke des Langhauses wurde 1922 von Joseph Albrecht geschaffen.